# 柳本·贝罗夫
柳本·鲍里索夫·贝罗夫（1925年10月6日—2006年12月7日），保加利亚经济学家、政治家，曾任保加利亚总理。
贝罗夫毕业于索非亚大学经济系，1950年-1990年在索非亚经济学院教书，是一位公认的经济学家和巴尔干经济史专家。1990年他被任命为热柳·热列夫总统的经济顾问。1992年12月30日被选为总理。1994年10月17日辞职。
贝罗夫是位无党派人士，他总共撰写和出版了200余本著作。他在科学领域也是一位勤奋和才华横溢的学者，这一点鲜为人知。在1989年共产党政权垮台后，贝罗夫支持反共的民主力量联盟，曾帮助该联盟起草竞选纲领中的经济部分的内容。
| 官衔                     | 官衔                        | 官衔                 |
| ------------------------ | --------------------------- | -------------------- |
| 前任： 菲利普·季米特洛夫 | 保加利亚总理 1992年－1994年 | 繼任： 雷内塔·因卓娃 |